# Vou
Vou is een gemeente in het Franse departement Indre-et-Loire (regio Centre-Val de Loire) en telt 204 inwoners (2005). De plaats maakt deel uit van het arrondissement Loches.

## Geografie
De oppervlakte van Vou bedraagt 21,1 km², de bevolkingsdichtheid is 9,7 inwoners per km².
De onderstaande kaart toont de ligging van Vou met de belangrijkste infrastructuur en aangrenzende gemeenten.

## Demografie
Onderstaande figuur toont het verloop van het inwonertal (bron: INSEE-tellingen).